# 邵圭
邵圭（1562年—？），字世瑞，號禹玄，浙江紹興府餘姚縣民籍，明朝人物。

## 生平
习《礼记》，國子生。萬曆十九年（1591年）中式辛卯科順天府鄉試第十六名舉人。

## 家族
曾祖邵珉，儒學訓導；祖邵文達，封刑部主事、贈工部郎中；伯父邵惪容，刑部主事；父邵惪久，邵武知府、进阶中宪大夫，封都察院右佥都御史。前母吴氏，母张氏，俱累贈恭人。永感下。兄邵型（嘉靖己酉舉人、知縣）、邵壂、邵陞（主簿）、邵陛（刑部侍郎）、邵垈。